# Bartosz Mamak
Bartosz Stanisław Mamak (ur. w 1991 r.) – polski artysta, doktor sztuki, nauczyciel akademicki w Collegium Da Vinci w Poznaniu, współtwórca grupy artystyczno-projektowej BiG POSTER, zajmującej się tworzeniem plakatów oraz organizacją warsztatów graficznych. Autor wielu grafik, krojów liter, identyfikacji wizualnych oraz ilustracji, w tym także do książek.

## Działalność naukowa
11 grudnia 2020 r. na Wydziale Grafiki i Komunikacji Wizualnej na Uniwersytecie Artystycznym w Poznaniu. obronił rozprawę doktorską napisaną pod kierunkiem  prof. dr. hab. Grzegorz Marszałka pt: "Żywy plakat! Redefinicja plakatu w kontekście nowych mediów" i pracy praktycznej pt. "Kryzys klimatyczny. Nie zabijajmy się!". Autor publikacji z zakresu sztuki postmodernistycznej i plakatu.

## Działalność zawodowa
Aktualnie zatrudniony w Collegium Da Vinci w Poznaniu

## Nagrody i wyróżnienia
Laureat nagród w krajowych i międzynarodowych konkursach graficznych, zdobywca: Brązowego Medal na 8. Virtual Biennale w Pradze (2015); Srebrnego Medalu na Shenzhen International Poster Festival w Chinach (2016), laureat Golden Bee Biennal Graphic Design w Moskwie (2016), Srebrnego Medalu na International Poster Biennale w Lublinie (2017),, pierwszego miejsca w Międzynarodowym Konkursie Plakatowym w Moskwie (International Moscow Poster Competition) (2020), 2. miejsce w Konkursie Własności Intelektualnej w Warszawie (2020), Wyróżnienia Honorowego w Wirtualnym Biennale w Pradze (11th Virtual Biennale in Prague) (2021). Finalista plebiscytu Nieprzeciętni (2021). W 2022 r. Laureat stypendium Ministtra Nauki i Szkolnictwa Wyższego.

## Wystawy
Brał udział w wielu wystawach zbiorowych w Polsce, m.in. w  Warszawie, Gdańsku, Wrocławiu, Szczecinie, a także na świecie, w krajach takich jak Boliwia, Chiny, Czechy Ekwador, Grecja, Hiszpania, Litwa, Macedonia, Rosja czy Szkocja.